# Condylostylus selectus
Condylostylus selectus är en tvåvingeart som beskrevs av Octave Parent 1931. Condylostylus selectus ingår i släktet Condylostylus och familjen styltflugor.
Artens utbredningsområde är Kongo. Inga underarter finns listade i Catalogue of Life.